# Верея (Забайкальский край)
Верея — посёлок в Приаргунском районе Забайкальского края, Россия. Входит в состав сельского поселения «Пограничнинское».

## История
В 1966 г. указом президиума ВС РСФСР поселок фермы № 2 Пограничного совхоза переименован в Верея.

## Население
| 2002 | 2010 | 2021 |
| ---- | ---- | ---- |
| 125  | ↘76  | ↘56  |